# مطار كارسوت
مطار كارسوت (بالجرينلاندية: Mittarfik Qaarsut)(إياتا: JQA، إيكاو: BGUQ) هو مطار مدني يقع في كارسوت غرب جرينلاند.

## معرض صور

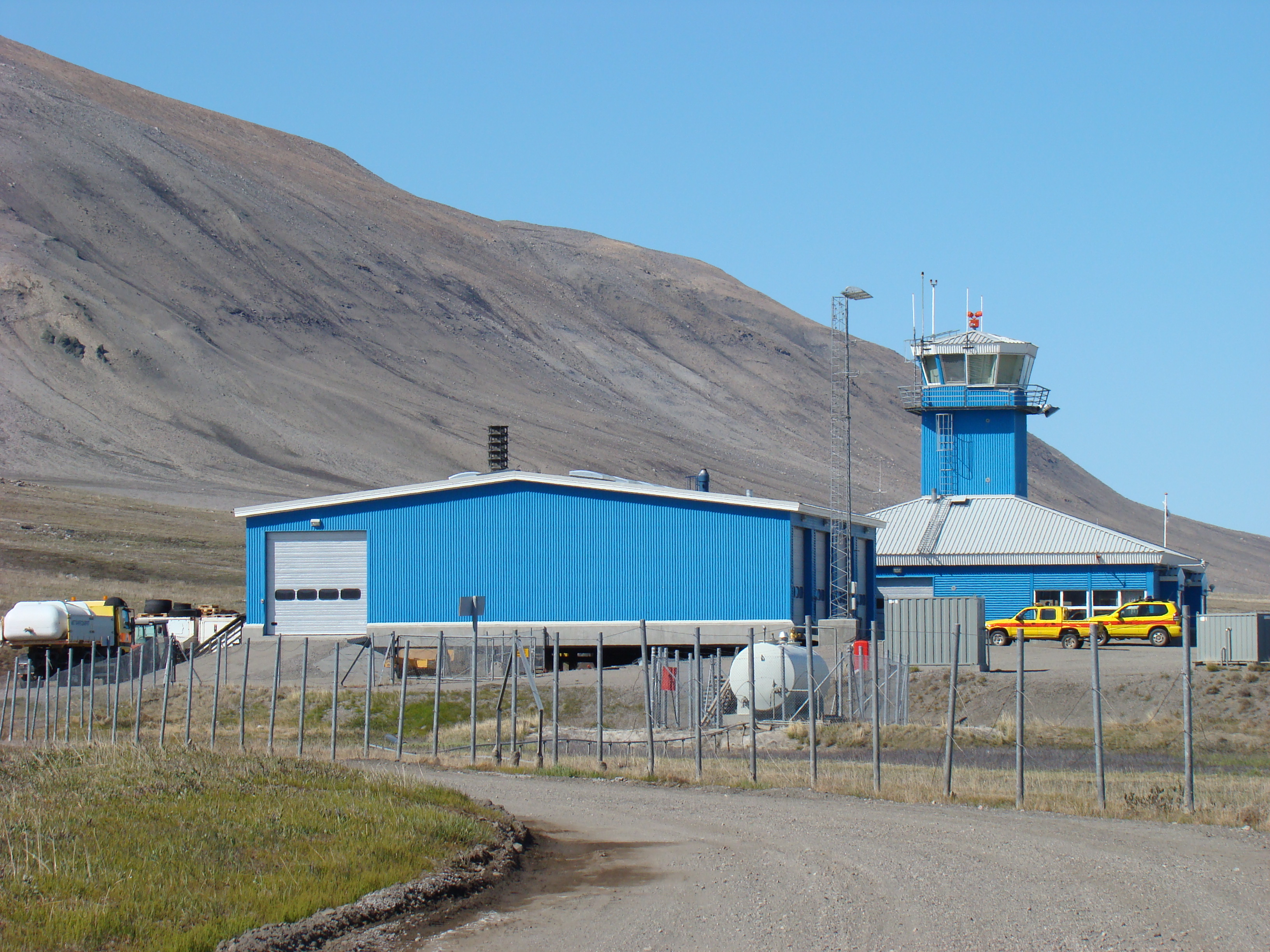
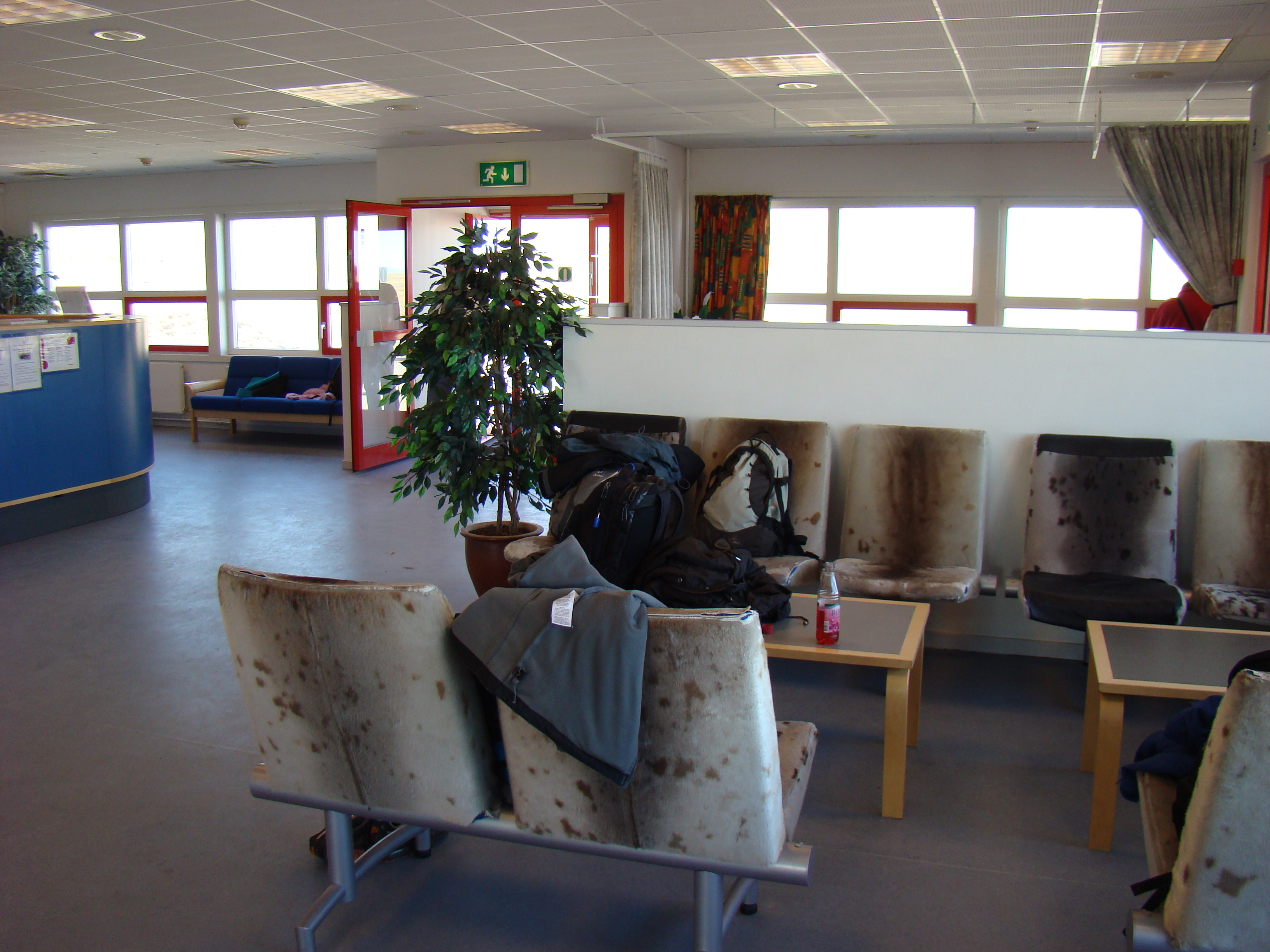
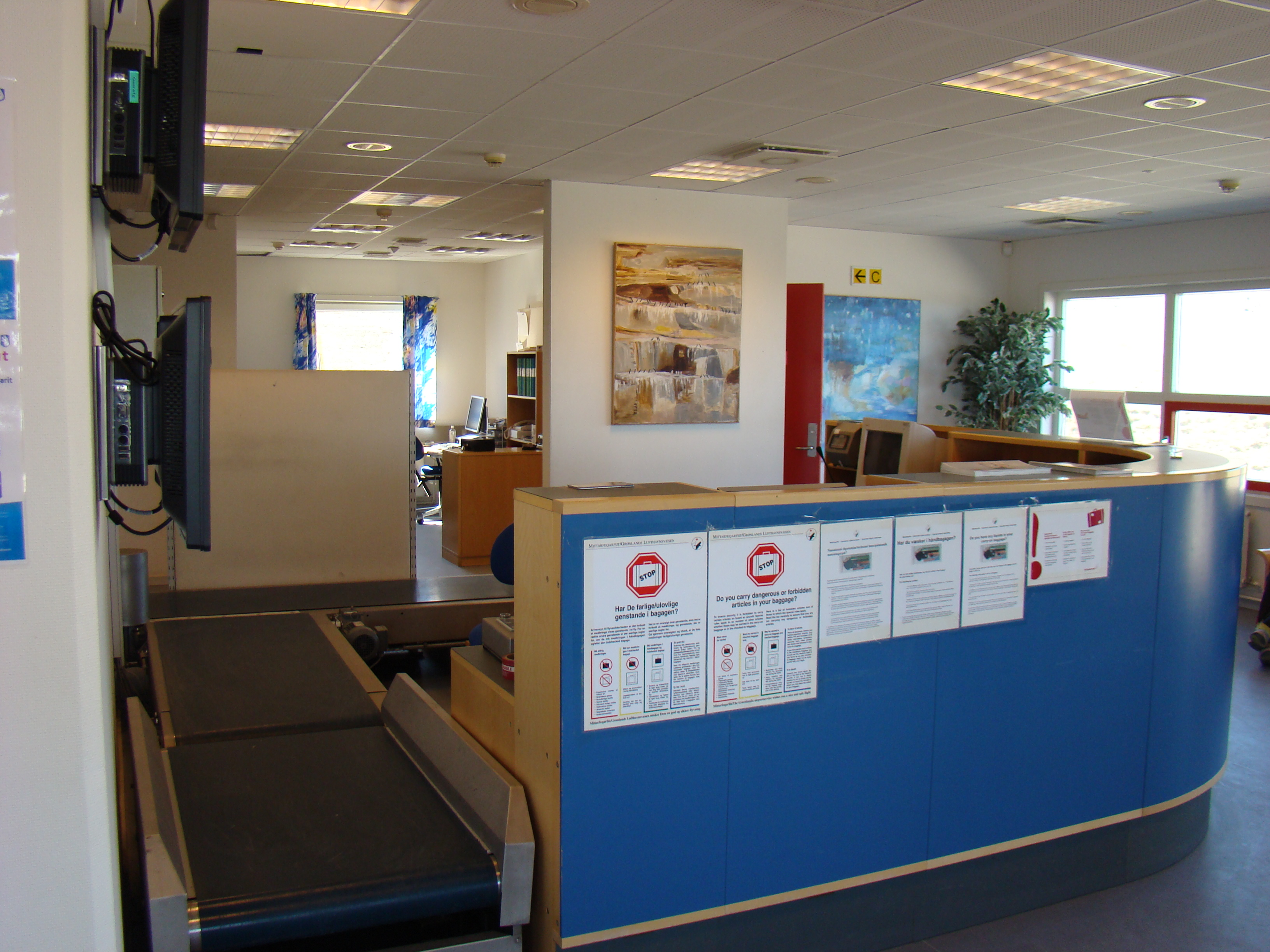
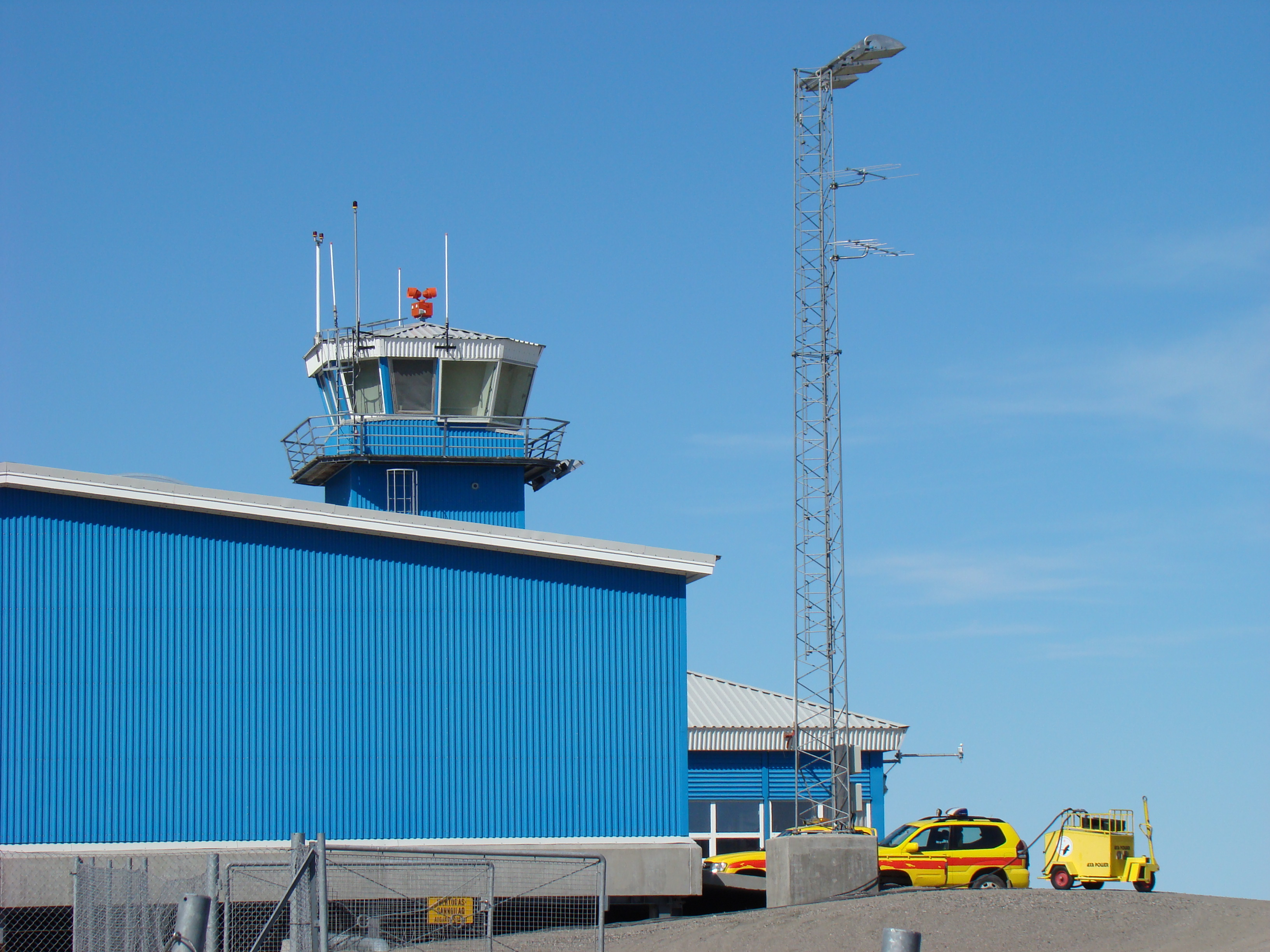

## شركات الطيران والوجهات
| شركـات طيـران  | الوجهات                   |
| -------------- | ------------------------- |
| طيران جرينلاند | مطار إيلوليسات، Uummannaq |